# Parafia św. Serafina z Sarowa w Chelles
Parafia św. Serafina z Sarowa – parafia prawosławna w Chelles. Należy do dekanatu paryskiego północno-wschodniego w jurysdykcji Arcybiskupstwa Zachodnioeuropejskich Parafii Tradycji Rosyjskiej Patriarchatu Moskiewskiego.
Nabożeństwa w parafii odbywają się jedynie w każdą trzecią niedzielę miesiąca. Językiem liturgicznym jest francuski.
Proboszczem jest ks. André Drobot.